# Mel i metzines
Mel i metzines és una novel·la en català de Maria Barbal i Farré, escrita entre el 1987 i el 1988, i publicada el 1990. Fou la segona novel·la de l'autora, després del seu debut amb Pedra de tartera. Juntament amb aquesta i amb Càmfora, Mel i metzines forma part de l'anomenat cicle del Pallars de Barbal, el seu cicle novel·lístic amb el Pallars com a punt de referència.

## Títol
El títol de Mel i metzines cerca expressar una idea de contrast entre allò bo i allò dolent, tema recurrent en la novel·la.

## Sinopsi
Mel i metzines és un llibre de ficció ambientat en l'Alt Pallars, concebut com la transcripció d'un conjunt de gravacions i de manuscrits on Agustí Ribera parla del desenvolupament de la seva vida (situada aproximadament entre el 1915 i el 1990), a petició de la seva filla Claire Ribera, periodista de professió, que en vol fer un llibre o un film.
Agustí Ribera és cabaler d'una casa modesta d'Olp, fet que condiciona completament el transcurs de la seva vida. La seva infantesa ve marcada per l'entorn on viu, per les condicions de què disposa la seva família i per la relació amb la seva mare, però també per la figura del seu germà gran Conrad, pel període d'estudis que va passar en un convent de frares i pel temps que va servir en una casa bona de Rialb, casa Guerau. Al llarg de la seva joventut, Ribera s'ha de dedicar a feines molt diverses per a guanyar-se la vida, de segador, mosso i talpaire fins a veremador a un poblet prop de Sent Gironç.
L'esclat de la Guerra Civil espanyola li estronca el ritme de vida, l'obliga a exiliar-se a l'Estat francès i acaba en un camp de concentració a Agde. Quan en surt, viatja fins a París, on troba feina a l'hotel Durvan (primerament com a escurador i, posteriorment, com a cuiner) i on coneix la seva futura muller, Lídia Ceferill, filla d'un balaguerí i d'una parisenca, amb qui tindrà la seva filla Claire; que és qui anima Agustí Ribera a explicar la seva història.

## Personatges importants
- Agustí Ribera, narrador autobiogràfic de la història.
- Simó Ribera, pare d'Agustí Ribera.
- Llúcia Galà, mare d'Agustí Ribera.
- Conrad Ribera, germà d'Agustí Ribera i hereu de Ribera.
- Paco, amic d'Agustí Ribera.
- Ambrosi Ribera, germà de Simó Ribera que viu a prop de Sent Gironç.
- Guerau, amo d'una casa bona de Rialb per qui Agustí Ribera treballa.
- Ventura (Tureta), treballadora de casa Guerau.
- Magdalena, filla de Guerau.
- Cisco de Rodela, amic i company de verema d'Agustí Ribera.
- Pia, muller de Conrad Ribera.
- Martí Ceferill, company d'Agustí Ribera en l'exili a França.
- Lídia Ceferill, muller d'Agustí Ribera i mig-germana de Martí Ceferill.
- Claire Ribera, filla d'Agustí Ribera i de Lídia Ceferill.
- Pierre, marit de Claire Ribera.
- M. Clamouse, director de l'hotel Durvan i patró d'Agustí Ribera.

## Espais
- Alt Pallars: Olp, Rialb, Enviny, Sort, la Pobla de Segur, Pujalt, Roní.
- Migjorn francès: redol de Sent Gironç, Agde i redol de Besiers.
- París.